# Союз писателей Республики Башкортостан
 Союз писателей Республики Башкортостан  — профессиональная общественная творческая организация, объединяющая писателей Республики Башкортостан.

## История
Предшественниками Союза писателей являются литературные кружки, создаваемые в XIX веке при учебных заведениях республики. В 1917 году в Оренбурге Ш. Бабичем была создана литературная организация «Тулкын». В начале двадцатых годов в Башкортостане под влиянием РАПП («Российская Ассоциация пролетарских писателей») создается Башкирская Ассоциация пролетарских писателей (БАПП).
Башкирская ассоциация пролетарских писателей была создана в 1928 году в Уфе на 1‑й городской конференции пролетарских писателей и существовала до 1932 года. Задачей ассоциации было утверждение социалистической идеологии в башкирской литературе. Печатные органы ассоциации: газета «Эдэби удар», журнал «Үктәбер». Руководители: президиум в составе Булат Ишемгул (председатель), С. Л. Кирьянов (1‑й секретарь), Сагит Агиш (2‑й секретарь), К. Гирфанов, Г. А. Давлетшин, Даут Юлтый.
15 марта 1934 года прошел первый съезд советских писателей Башкирии. На нём был создан Союз писателей Башкирской АССР. Состоялся первый пленум избранного правления Союза советских писателей Башкирии. На пленуме председателем Союза был избран Афзал Тагиров, заместителем — Габдулла Амантай, секретарем правления — Муслим Марат.
Писатели Союза воевали на фронтах Великой Отечественной войны. Погибли: Низам Карип, Харис Малих, Мухамедьяров Хай, Сагит Мифтахов, Хусаин Кунакбай, Мазгар Абдуллин, Бадруш Мукамай и др.
В 1937 году были репрессированы: Даут Юлтый, Афзал Тагиров, Тухват Янаби, Габдулла Амантай, Булат Ишемгул, Губай Давлетшин и др.
В разное время в составе Союза были образованы писательские организации в регионах Республики Башкортостан: Стерлитамакская писательская организация (1984), Учалинская писательская организация (1991), Янаульская писательская организация (1992), Сибайская писательская организация (1993), Кумертауская писательская организация (1997).
В 2012 году состоялся XVI внеочередной съезд писателей республики. На съезде председателем Правления Союза был избран Риф Туйгунов.
Членами Союза писателей являются 234 писателя (по состоянию 2012 года).
В Союзе писателей есть творческие секции поэзии и детской литературы, прозы, литературной критики, драматургии, работают комиссии по литературному наследию. Ежегодно проводятся собрания писателей, на которых обсуждаются вопросы литературной жизни, анализируются новые произведения, обсуждаются творческие проблемы.
В ведении союза — Башкирское отделение Литературного фонда РФ, Бюро пропаганды художественной литературы, секции прозы, поэзии, драматургии, детской литературы, сатиры и юмора, литературные критики, переводчики, объединения русскоязычных и татароязычных писателей.
См. также Список членов союза писателей Республики Башкортостан.

## Деятельность
Союз писателей Республики Башкортостан — общественная и добровольная некоммерческая организация писателей Республики Башкортостан. Задачей организации является содействовать развитию литературно-художественного творчества, объединению и повышению профессионального уровня писателей республики, укреплению авторитета литературы в духовной жизни народа.
Союз призван оказывать помощь начинающим литераторам, проявлять заботу о ветеранах-писателях, укреплять творческие содружества писателей РБ, совершенствовать связи с литераторами других республик и областей РФ, развивать международных связи на уровне писательских организаций.

## Председатели Союза писателей РБ
- Афзал Тагиров (1934—1937)
- Т. Янаби (1937—1937)
- Ю. Гарей (1937—1939)
- Н. Карип (1939—1941)
- Б. Бикбай (1941—1942)
- С. Кудаш (1942—1948)
- А. Харисов (1948—1951)
- М. Карим (1951—1962)
- Н. Наджми (1962—1968)
- Х. Гиляжев (1968—1972)
- А. Мирзагитов (1972—1988)
- Д. Буляков (1988—1995)
- Р. Бикбаев (1995—2011)
- Юлдашбаев, Азамат Рамилевич (2011—2011)
- Кадим Аралбай (и. о. председателя; 2011—2012)
- Туйгунов, Риф Галимович (2012—2014).
- Наиль Гаитбаев (2014—2017)
- Заки Алибаев (2017—2022)
- Айгиз Баймухаметов (16.12.2022 — по н.вр)

## Интересные факты
В 2012 году в Уфе состоялся внеочередной XVI съезд Союза писателей РБ. На съезде было принято решение признать решения XV съезда, на котором председателем правления Союза был избран Азамат Юлдашбаев, нелегитимными, как не набравшими голосов две трети делегатов. Председателем правления на съезде был избран Р. Туйгунов. Был закрыт сайт организации союзписателейрб.рф, созданный при поддержке Азамата Юлдашбаева.

## Награды учреждённые Союзом писателей РБ
- Всероссийская литературная премия имени С. Т. Аксакова, 1996 г. (80 тыс. р.)
- Литературная премия Союза писателей Республики Башкортостан имени Мухаметши Бурангулова, 2012 г. (50 тыс. р.)
- Республиканская премия имени Степана Злобина. (Учреждена в 1996 году).
- Премия имени писателя, публициста, политика и издателя Гаяза Исхаки.

## Адрес
Республика Башкортостан, г. Уфа, ул. Коммунистическая, д. 34. Эл. почта: soyuz.pisatelei@mail.ru